# La Chapelle-Glain
La Chapelle-Glain è un comune francese di 837 abitanti situato nel dipartimento della Loira Atlantica nella regione dei Paesi della Loira.

## Società

### Evoluzione demografica
Abitanti censiti